# Nordenham

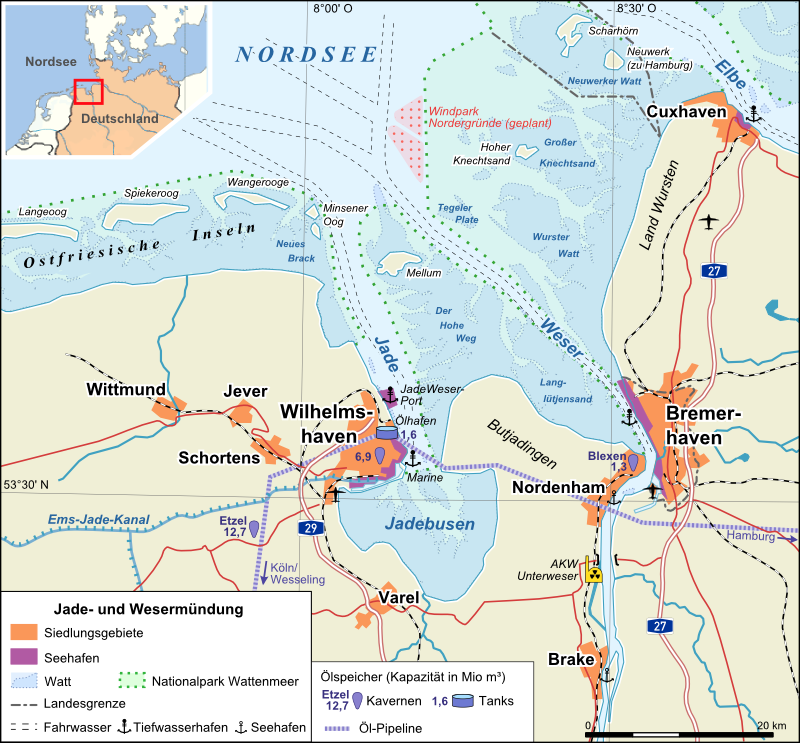
Mapa regionu Jade-Weser

Nordenham – miasto w Niemczech, w kraju związkowym Dolna Saksonia, największe miasto powiatu Wesermarsch, leży nad Wezerą. W 2008 r. liczyło 28 tys. mieszkańców.
W mieście rozwinął się przemysł metalowy, stoczniowy oraz elektrotechniczny.

## Współpraca
- Peterlee, Wielka Brytania
- Świnoujście, Polska
- Saint-Étienne-du-Rouvray, Francja